# Online Mendelian Inheritance in Man
Online Mendelian Inheritance in Man (OMIM, dobesedno »mendlovsko dedovanje pri človeku na spletu«) je katalog človeških genov in genetskih okvar ter lastnosti, ki se neprekinjeno dopolnjuje, s posebnim poudarkom na razmerju gen-fenotip. Na dan 12. februarja 2017 je približno 8.425 od več kot 23.000 vnosov v OMIM predstavljalo fenotipe; ostali vnosi so predstavljali gene, od katerih so mnogi povezani z znanimi fenotipi.

## Različice in zgodovina
OMIM je spletno nadaljevanje knjige Mendelian Inheritance in Man (MIM - avtor Victor A. McKusick), ki je med letoma 1966 in 1998 doživela 12 izdaj.  Skoraj vsi od 1.486 vpisov v prvi izdaji MIM so se ukvarjali s fenotipi.
MIM/OMIM izdaja in upravlja Medicinska fakulteta Univerze Johnsa Hopkinsa (JHUSOM). OMIM je postal dostopen na internetu leta 1987 pod vodstvom medicinske knjižnice Welch pri JHUSOM s finančno podporo medicinskega inštituta Howarda Hughesa. Od 1995 do 2010 je bil OMIM na voljo na svetovnem spletu z informatiko in finančno podporo nacionalnega centra za biotehnološke informacije. Trenutno spletno stran OMI, razvito s finančno podporo JHUSOM, vzdržuje Univerza Johnsa Hopkinsa s finančno podporo Nacionalnega inštituta za raziskave človeškega genoma.

## Postopek zbiranja in uporaba
Vsebina MIM / OMIM temelji na izboru in pregledu objavljenih recenziranih biomedicinskih člankov. Vsebino posodablja ekipa znanstvenih piscev in kustosov pod vodstvom Ade Hamosh na Inštitutu za genetsko medicino McKusick-Nathans Univerze Johnsa Hopkinsa. OMIM je prosto dostopen javnosti, vendar je namenjen predvsem zdravnikom in drugim zdravstvenim delavcem, ki se ukvarjajo z genetskimi okvarami, raziskovalcem na področju genetike in študentom višjih letnikov naravoslovja in medicine.
Podatkovna baza se lahko uporablja kot vir za iskanje literature, pomembne za podedovane lastnosti, in njen sistem številčenja se v medicinski literaturi pogosto uporablja za zagotavljanje enotnega indeksa za dedne bolezni.

## Klasifikacijski sistem MIM

### Številke MIM
Vsak vnos OMIM-a dobi edinstven šestmestni identifikator kot je povzeto spodaj: 
- 100000–299999: avtosomni lokusi ali fenotipi (vpisi, ustvarjeni pred 15. majem 1994)
- 300000–399999: lokusi ali fenotipi, vezani na kromosom X
- 400000–499999: lokusi ali fenotipi, vezani na kromosom Y
- 500000–599999: mitohondrijski lokusi ali fenotipi
- 600000 in več: avtosomni lokusi ali fenotipi (vpisi, ustvarjeni po 15. maju 1994)

V primeru alelske heterogenosti sledi številu MIM vnosa decimalna pika in edinstvena štirimestna številka, ki določa varianto. Alelne variante v genu HBB (141900) so na primer oštevilčene od 141900.0001 do 141900.0538.
Ker je za razvrščanje in poimenovanje genetskih okvar odgovoren OMIM, so te številke stabilni identifikatorji okvar.

### Simboli pred številkami MIM
Simboli pred številkami MIM označujejo kategorijo vnosa: 
- Zvezdica (*) pred številko vnosa označuje gen.
- Številski simbol (#) pred številko vnosa pomeni, da gre za opisni vnos, ponavadi za fenotip, in da ne predstavlja edinstvenega lokusa. Razlog za uporabo simbola številke je naveden v prvem odstavku vnosa. Razprava o vseh s fenotipom povezanih genih se nahaja v drugem vnosu (ali vnosih), kot je opisano v prvem odstavku.
- Znak plus (+) pred številko vnosa pomeni vedno, da vnos vsebuje opis gena znanega zaporedja in fenotipa.
- Znak za odstotek (%) pred številko vnosa kaže, da vnos opisuje potrjen Mendlov fenotip ali fenotipski lokus, za katerega osnovna molekulska osnova ni znana.
- Vnos brez simbola pred številko vnosa na splošno označuje fenotip, za katerega se mendelska podlaga sicer domneva, vendar ni jasno ugotovljena ali pa ni jasno, ali gre za fenotip, ki je od kakega drugega vnosa ločen.
- Strešica (^) pred številko pomeni, da vnos ne obstaja več, ker je bil iz baze podatkov bodisi odstranjen, bodisi je premaknjen na drug vnos, kot je navedeno.